# Collegio garante della costituzionalità delle norme
Il Collegio garante della costituzionalità delle norme è un organo della Repubblica di San Marino, istituito con la legge 26 febbraio 2002, n. 36.
Il Collegio si compone di tre membri effettivi e di tre membri supplenti, eletti inizialmente per quattro anni dal Consiglio Grande e Generale, con la maggioranza di due terzi dei suoi componenti. Dopo il primo mandato, il collegio viene rinnovato per un terzo ogni due anni. Il collegio nomina, tra i suoi membri effettivi, a rotazione e per la durata di due anni il Presidente. Analogo alle corti costituzionali tipiche degli altri paesi occidentali, è l'unico organo del genere composto da individui non cittadini della Repubblica in cui si esercitano i suoi poteri giudiziari.
Il Collegio ha le funzioni di:
- Verificare la rispondenza delle leggi, degli atti aventi forza di legge e delle norme consuetudinarie aventi forza di legge, ai principi fondamentali dell'ordinamento. La verifica avviene su richiesta di almeno venti Consiglieri, del Congresso di Stato, di cinque Giunte di Castello, dell'1,5% del corpo elettorale oppure su richiesta dei giudici o delle parti in causa nell'ambito di giudizi pendenti presso i Tribunali. L'effetto di annullamento delle decisioni d'incostituzionalità, fermo restando il valore di giudicato immediato tra le parti, è differito per un periodo di sei mesi. Entro tale termine il Consiglio Grande e Generale può legiferare sulla materia in conformità alle decisioni d'incostituzionalità.
- Decidere sull'ammissibilità del referendum, nei casi previsti dalle leggi.
- Decidere sui conflitti fra organi costituzionali.
- Esercitare il sindacato sui capitani reggenti.